# Mariano Altuna
Mariano Alberto Altuna (Lobería, Buenos Aires, Argentina, 4 de marzo de 1982) es un expiloto de automovilismo argentino, que desarrolló su carrera deportiva a nivel nacional e internacional. Corrió en varias categorías, destacándose en Turismo Carretera, TC2000 y Fórmula 3 Sudamericana. Fue subcampeón de Turismo Carretera en 2009, compitiendo a bordo de un Chevrolet Chevy. En 1999 debutó en el TC 2000 a bordo de un Volkswagen Polo y consiguió la victoria en su cuarta carrera dentro del equipo, al ganar en el Autódromo Mar y Valle de Trelew un 29 de agosto de 1999. Por ese entonces, Altuna tenía 17 años, lo que lo convirtió en el piloto más joven en obtener una victoria en dicha categoría. Su padre, Francisco Altuna, fue piloto de Turismo Carretera entre los años 1983 y 1990, donde compitió siempre a bordo de unidades Dodge GTX.
En 2012, fue convocado por el equipo oficial Renault TC 2000 para incursionar en lo que fue la primera fecha del campeonato argentino de Súper TC 2000, donde tuvo la responsabilidad de competir con un Renault Fluence. Al mismo tiempo, continuó corriendo en el Turismo Carretera, siempre a bordo de un Chevrolet Chevy y confiando una vez más su atención en el equipo de Walter Alifraco. Tras la disputa del Campeonato 2011 del Turismo Carretera, tanto Altuna como su vecino Jonatan Castellano habían sido los únicos pilotos en competir en todas las ediciones de la Copa de Oro "Río Uruguay Seguros", desde su implementación en 2008. Al no poder clasificar a esa instancia en 2012, Altuna perdió dicho privilegio, quedando solamente Castellano con asistencia perfecta
.
Su carrera continuaría alternando sus participaciones entre el Turismo Carretera, el Top Race y recibiendo invitaciones para las competencias especiales del TC Mouras. En 2016 conseguiría su segundo título de importancia, al quedarse con el subcampeonato de la divisional Top Race V6, repitiendo el mismo resultado en 2017.
Su carrera continuó en el Turismo Carretera, donde tras haber regresado en el año 2019, finalmente anunció su retiro de la práctica profesional del automovilismo a comienzos del año 2021 y habiendo disputado apenas una competencia en 2020.  Tras su retiro profesional, el día 7 de mayo de 2021 fue ingresado a la Unidad de Terapia Intensiva del Hospital Gaspar Campos de Lobería, como producto de un violento cuadro de COVID-19. Finalmente y tras casi 3 semanas de internación, fue dado de alta el 24 de mayo de 2021.

## Biografía
Mariano Altuna, nació el 4 de marzo de 1982 en la ciudad de Lobería, localidad reconocida en el ambiente automovilístico, por ser cuna del tricampeón de Turismo Carretera, Oscar Castellano. Como hijo de otro piloto loberense de TC, Francisco Altuna, su destino iba a estar ligado irremediablemente al deporte motor. De pequeño ejerció el deporte motor arriba de los Kartings, consagrándose Campeón Zonal a los 10 años. Su nombre siguió inscrito como campeón al año siguiente, repitiendo este logro a nivel nacional (en 1994), a nivel mundial (en 1996) y a nivel continental (en 1997).
En 1998, saltó a la arena grande al debutar en la Fórmula Renault Argentina donde consiguió el pasaporte al TC 2000, categoría que lo viera debutar en 1999 a bordo de un Volkswagen Polo y que lo viera ganar ese mismo día de su debut, con tan solo 17 años. Sus compañeros de equipo fueron dos experimentados: Walter Hernández y Esteban Tuero. 
En 2000, comenzó su incursión por el exterior, haciendo paradas en la Fórmula 3 Sudamericana (2000) y la Fórmula Renault 2000 Eurocup (2001). Sin embargo, su deseo de regresar pudo más y en 2002, reinició su incursión en el TC 2000, a bordo de un Honda Civic, preparado por Oscar Fineschi.
En 2003, Altuna debuta en la categoría que definitivamente lo depositaría en el salón de la fama argentina: El Turismo Carretera. Si bien, en ese año debutó a bordo de un Ford Falcon, al año siguiente cambió por la marca de la cual hoy es un referente: Chevrolet. En los años siguientes, comienza a alternar su participación entre el Turismo Carretera y el TC 2000, siempre a bordo de coches de la marca Chevrolet. En 2007, forma parte de la escudería HAZ Racing Team, formando equipo con Christian Ledesma quién se consagraría campeón ese año. En 2008, debuta en Top Race a bordo de un Mercedes Benz Clase C. 
Sin embargo, no fue hasta el año 2009 que llegó a su tope máximo, cuando llegó a la final del campeonato de Turismo Carretera, peleando palmo a palmo el título con José María López, el piloto revelación de ese año. Sin embargo, la suerte le fue esquiva a ambos, consagrándose campeón Emanuel Moriatis. Finalmente, Altuna logró consagrarse subcampeón por mayoría de puntos en la tabla general, a pesar de que López finalizó segundo en la Copa de Oro "Río Uruguay Seguros". En este año también alternó con el Top Race, a la vez que participó como piloto invitado del equipo Fiat Pro Racing de TC2000, en la carrera especial de Termas de Río Hondo, donde venció formando dupla con el entrerriano Omar Martínez.

## Trayectoria
| Temporada | Categoría                        | Equipo                          | Coche                   | Carreras     | Victorias    | Podios       | Poles        | VR           | Puntos       | Pos.         |              |
| --------- | -------------------------------- | ------------------------------- | ----------------------- | ------------ | ------------ | ------------ | ------------ | ------------ | ------------ | ------------ | ------------ |
| 1998      | Formula Renault Argentina        |                                 | Crespi-Renault          | 12           | 0            | 2            | 0            | 3            | 54.00        | 7º           |              |
| 1999      | Turismo Competición 2000         | VW YPF Motorsport               | Volkswagen Polo Classic | 16           | 1            | 1            | 0            | 0            | 40.00        | 15º          |              |
| 2000      | Turismo Carretera                | Giambrone Competición           | Ford Falcon             | 1            | 0            | 0            | 0            | 0            | 0.00         | 72º          |              |
| 2000      | Fórmula 3 Sudamericana           | Werner Competicion              | Dallara F394-Mitsubishi | 11           | 0            | 2            | 0            | 0            | 61.00        | 10º          |              |
| 2001      | Fórmula Renault 2000 Eurocopa    | Lucidi Motorsport               | Tatuus FR2000-Renault   | 10           | 0            | 0            | 0            | 0            | 18.00        | 20º          |              |
| 2002      | Turismo Competición 2000         | Pro Racing Group                | Honda Civic VI          | 4            | 0            | 0            | 0            | 0            | 9.00         | 22º          |              |
| 2003      | Turismo Carretera                | Lobería Racing Team             | Ford Falcon             | 15           | 0            | 0            | 0            | 0            | 44.00        | 33º          |              |
| 2004      | Turismo Carretera                | JC Competición                  | Chevrolet Chevy         | 16           | 0            | 1            | 0            | 0            | 94.50        | 17º          |              |
| 2004      | Turismo Competición 2000         | EF Racing                       | Peugeot 307             | 1            | 0            | 0            | 0            | 0            | 0.00         | Inv.         |              |
| 2005      | Turismo Carretera                | PS Competición                  | Chevrolet Chevy         | 14           | 1            | 1            | 0            | 0            | 117.50       | 11º          |              |
| 2005      | Turismo Competición 2000         | Edival Racing Team              | Chevrolet Astra         | 12           | 0            | 0            | 1            | 0            | 19.00        | 20º          |              |
| 2006      | Turismo Carretera                | PS Competición                  | Chevrolet Chevy         | 5            | 0            | 0            | 0            | 0            | 104.00       | 13º          |              |
| 2006      | Turismo Carretera                | W Racing                        | Chevrolet Chevy         | 11           | 0            | 1            | 0            | 1            | 104.00       | 13º          |              |
| 2006      | Turismo Competición 2000         | Edival Racing Team              | Chevrolet Astra         | 14           | 0            | 1            | 0            | 1            | 53.00        | 10º          |              |
| 2007      | Turismo Carretera                | HAZ Racing Team                 | Chevrolet Chevy         | 16           | 1            | 2            | 1            | 1            | 111.50       | 13º          |              |
| 2007      | Turismo Competición 2000         | Edival Racing Team              | Chevrolet Astra         | 14           | 0            | 0            | 0            | 0            | 10.00        | 20º          |              |
| 2007      | Top Race V6                      | GA.MA Sport Team                | Mercedes-Benz C-W203    | 11           | 1            | 1            | 1            | 0            | 209.00       | 5º           |              |
| 2008      | Turismo Carretera                | ORO Racing Team                 | Chevrolet Chevy         | 9            | 0            | 0            | 0            | 0            | 125.00       | 13º          |              |
| 2008      | Turismo Carretera                | SFP Racing Team                 | Chevrolet Chevy         | 7            | 0            | 1            | 0            | 0            | 125.00       | 13º          |              |
| 2008      | TC Mouras                        | Fitam Sport                     | Ford Falcon             | 1            | 0            | 0            | 0            | 0            | 0.00         | Inv.         |              |
| 2008      | Top Race V6                      | GA.MA Sport Team                | Mercedes-Benz C-W203    | 12           | 2            | 2            | 0            | 0            | 139.00       | 8º           |              |
| 2009      | Turismo Carretera                | SFP Racing Team                 | Chevrolet Chevy         | 16           | 2            | 4            | 0            | 1            | 197.25       | 2º           |              |
| 2009      | Copa Endurance de TC 2000        | Fiat Pro Racing                 | Fiat Linea              | 3            | 1            | 1            | 0            | 0            | 32.00        | 2º           |              |
| 2009      | Top Race V6                      | ORO Racing-Máximo Sport         | Mercedes-Benz C-W203    | 14           | 2            | 2            | 0            | 0            | 32.00        | 7º           |              |
| 2010      | Turismo Carretera                | Alifraco Sport                  | Chevrolet Chevy         | 16           | 1            | 2            | 1            | 0            | 162.00       | 8º           |              |
| 2010      | TC 2000                          | Equipo Petrobras                | Honda New Civic         | 12           | 1            | 2            | 0            | 0            | 88.00        | 5º           |              |
| 2010      | Copa Endurance de TC 2000        | Equipo Petrobras                | Honda New Civic         | 3            | 0            | 1            | 0            | 0            | 21.00        | 7º           |              |
| 2011      | Turismo Carretera                | Roque Alfano Competición        | Chevrolet Chevy         | 16           | 1            | 1            | 0            | 0            | 128.75       | 11º          |              |
| 2011      | Turismo Competición 2000         | Equipo Petrobras                | Honda New Civic         | 21           | 1            | 1            | 0            | 0            | 105.00       | 10º          |              |
| 2011      | Torneo de Invitados de TC Mouras | Alifraco Sport                  | Ford Falcon             | 2            | 0            | 2            | 0            | 0            | 13.00        | 3º           |              |
| 2012      | Turismo Carretera                | Alifraco Sport                  | Chevrolet Chevy         | 16           | 1            | 1            | 0            | 0            | 98.00        | 20º          |              |
| 2012      | Súper TC 2000                    | Renault Lo Jack Team            | Renault Fluence         | 13           | 0            | 0            | 1            | 0            | 88.00        | 9º           |              |
| 2013      | Turismo Carretera                | Altuna Competición              | Chevrolet Chevy         | 15           | 0            | 1            | 0            | 0            | 357.50       | 10º          |              |
| 2013      | Súper TC 2000                    | Peugeot Lo Jack Team            | Peugeot 408             | 12           | 0            | 1            | 2            | 0            | 68.00        | 14º          |              |
| 2013      | Torneo de Invitados de TC Mouras | Laboritto Jrs. Racing           | Dodge Cherokee          | 2            | 0            | 0            | 0            | 0            | 32.00        | 11º          |              |
| 2013      | Torneo de Invitados de TC Mouras | Coiro Dole Racing               | Chevrolet Chevy         | 1            | 0            | 0            | 0            | 0            | 32.00        | 11º          |              |
| 2014      | Turismo Carretera                | Altuna Competición              | Chevrolet Chevy         | 16           | 0            | 0            | 0            | 0            | 239.00       | 26º          |              |
| 2014      | Torneo de Invitados de TC Mouras | Fancio Competición              | Chevrolet Chevy         | 2            | 0            | 0            | 0            | 0            | 20.00        | 20º          |              |
| 2014      | Top Race V6                      | SDE Competición                 | Mitsubishi Lancer GT    | 6            | 0            | 2            | 0            | 0            | 90.00        | 16º          |              |
| 2015      | Turismo Carretera                | Altuna Competición              | Chevrolet Chevy         | 15           | 1            | 1            | 0            | 0            | 324.00       | 14º          |              |
| 2015      | Top Race V6                      | SDE Competición                 | Mitsubishi Lancer GT    | 18           | 1            | 2            | 0            | 0            | 165.00       | 6º           |              |
| 2015      | Top Race NOA                     | SDE Competición                 | Fiat Linea NOA          | 1            | 0            | 0            | 0            | 0            | 0.00         | Inv.         |              |
| 2016      | Turismo Carretera                | Altuna Competición              | Chevrolet Chevy         | 16           | 0            | 1            | 0            | 0            | 445.75       | 15º          |              |
| 2016      | Top Race V6                      | SDE Competición                 | Chevrolet Cruze I       | 17           | 5            | 7            | 1            | 0            | 173.00       | 2º           |              |
| 2017      | Top Race V6                      | SDE Competición                 | Chevrolet Cruze I       | 13           | 3            | 8            | 1            | 0            | 192.00       | 2º           |              |
| 2017      | Buenos Aires 1000 de TC          | Las Toscas Racing               | Chevrolet Chevy         | 1            | 0            | 0            | 0            | 0            | 0.00         | Inv.         |              |
| 2017      | 200 km de Bs. As. del STC 2000   | Team Peugeot Total Argentina    | Peugeot 408             | 1            | 0            | 0            | 0            | 0            | 0.00         | Inv.         |              |
| 2017      | Torneo de Invitados de TC Mouras | Las Toscas Racing               | Chevrolet Chevy         | 1            | 0            | 0            | 0            | 0            | 14.00        | 34º          |              |
| 2018      | Top Race V6                      | SDE Competición                 | Chevrolet Cruze I       | 13           | 1            | 3            | 1            | 2            | 118.00       | 5º           |              |
| 2018      | Buenos Aires 1000 de TC          | Las Toscas Racing               | Chevrolet Chevy         | 1            | 0            | 0            | 0            | 0            | 0.00         | Inv.         |              |
| 2018      | 200 km de Bs. As. del STC 2000   | Renault Sport                   | Renault Fluence GT      | 1            | 1            | 0            | 0            | 0            | 0.00         | Inv.         |              |
| 2018      | Stock Car Brasil                 | Hot Car Bardahl Team            | Chevrolet Cruze II      | 1            | 0            | 0            | 0            | 0            | 0.00         | Inv.         |              |
| 2019      | Turismo Carretera                | Uranga Racing                   | Dodge Cherokee          | 9            | 0            | 0            | 0            | 0            | 134.00       | 32º          |              |
| 2019      | Turismo Carretera                | Alifraco Sport                  | Dodge Cherokee          | 5            | 0            | 0            | 0            | 0            | 134.00       | 32º          |              |
| 2019      | Top Race V6                      | Toyota Gazoo Racing YPF Infinia | Toyota Camry XV50       | 15           | 0            | 3            | 1            | 1            | 111.00       | 7º           |              |
| 2019      | Súper TC 2000                    | Toyota Gazoo Racing YPF Infinia | Toyota Corolla E170     | 7            | 0            | 0            | 0            | 0            | 47.00        | 8º           |              |
| 2020      | Turismo Carretera                | Alifraco Sport                  | Chevrolet Chevy         | 1            | 0            | 0            | 0            | 0            | 0.00         | 52º          |              |
| Fuente    | [ 9 ] [ 10 ]                     | [ 9 ] [ 10 ]                    | [ 9 ] [ 10 ]            | [ 9 ] [ 10 ] | [ 9 ] [ 10 ] | [ 9 ] [ 10 ] | [ 9 ] [ 10 ] | [ 9 ] [ 10 ] | [ 9 ] [ 10 ] | [ 9 ] [ 10 ] | [ 9 ] [ 10 ] |

## Palmarés
| Título     | Categoría         | Marca             | Año  |
| ---------- | ----------------- | ----------------- | ---- |
| Subcampeón | Turismo Carretera | Chevrolet Chevy   | 2009 |
| Subcampeón | Top Race V6       | Chevrolet Cruze I | 2016 |
| Subcampeón | Top Race V6       | Chevrolet Cruze I | 2017 |

## Resultados

### Victorias en el Turismo Carretera
| Carrera n.º | Fecha                   | Circuito                        | Competencia              | Automóvil       |
| ----------- | ----------------------- | ------------------------------- | ------------------------ | --------------- |
| 1022        | 20 de marzo de 2005     | Roberto Mouras de La Plata      | GP de La Plata           | Chevrolet Chevy |
| 1062        | 19 de agosto de 2007    | Parque Ciudad de Río Cuarto     | GP Movistar              | Chevrolet Chevy |
| 1090        | 07 de junio de 2009     | Rosamonte de Posadas            | GP Rosamonte             | Chevrolet Chevy |
| 1097        | 15 de noviembre de 2009 | Hermanos Emiliozzi de Olavarría | GP de Olavarría          | Chevrolet Chevy |
| 1113        | 31 de octubre de 2010   | Autódromo Ciudad de Paraná      | GP Río Uruguay Seguros   | Chevrolet Chevy |
| 1124        | 24 de julio de 2011     | Parque Ciudad de Río Cuarto     | Gran Premio SpeedAgro    | Chevrolet Chevy |
| 1135        | 29 de abril de 2012     | Mar y Valle de Trelew           | GP Pioneros Patagónicos  | Chevrolet Chevy |
| 1181        | 05 de abril de 2015     | Provincia de La Pampa           | GP Provincia de La Pampa | Chevrolet Chevy |

- Total: 8 victorias entre 2000 y 2020

### Top Race
| Temporada | Categoría    | Vehículo             | Equipo                  | Posición final      |
| --------- | ------------ | -------------------- | ----------------------- | ------------------- |
| 2007      | Top Race V6  | Mercedes-Benz C-203  | GAMA Sport Team         | 5.º (209.00 puntos) |
| 2008      | Top Race V6  | Mercedes-Benz C-203  | GAMA Sport Team         | 8.º (139.00 puntos) |
| 2009      | Top Race V6  | Mercedes-Benz C-203  | ORO Racing-Máximo Sport | 7.º (32.00 puntos)  |
| 2007      | Top Race V6  | Mercedes-Benz C-203  | GAMA Sport Team         | 5.º (209.00 puntos) |
| 2014      | Top Race V6  | Mitsubishi Lancer GT | SDE Competición         | 16.º (90.00 puntos) |
| 2015      | Top Race V6  | Chevrolet Cruze I    | SDE Competición         | 6.º (165.00 puntos) |
| 2015      | Top Race NOA | Fiat Linea           | SDE Competición         | 36º (0.00 puntos)   |
| 2016      | Top Race V6  | Chevrolet Cruze I    | SDE Competición         | 2.º (173.00 puntos) |
| 2017      | Top Race V6  | Chevrolet Cruze I    | SDE Competición         | 2.º (192.00 puntos) |

### Turismo Competición 2000
| Año  | Equipo               | Auto               | 1    | 2    | 3     | 4   | 5   | 6   | 7   | 8   | 9      | 10  | 11   | 12    | 13  | 14  | 15  | 16  | 17    | 18    | 19 | 20 | 21  | 22  | 23  | 24  | 25  | 26  | 27    | 28    | Res. | Puntos |
| ---- | -------------------- | ------------------ | ---- | ---- | ----- | --- | --- | --- | --- | --- | ------ | --- | ---- | ----- | --- | --- | --- | --- | ----- | ----- | -- | -- | --- | --- | --- | --- | --- | --- | ----- | ----- | ---- | ------ |
| 1999 |                      |                    | AG I | AG I | MDP   | MDP | POS | POS | OLA | OLA | RC     | RC  | BA I | BA I  | BB  | BB  | TRE | TRE | AG II | AG II | GR | GR | RAF | RAF | PAR | PAR | SJO | SJO | BA II | BA II | 15°  | 40     |
| 1999 | Elaion VW Motorsport | Volkswagen Polo    |      |      |       |     |     |     |     |     |        |     |      |       | 11  | 7   | 5   | 1   | Ret   | 17†   | 13 | 15 | 7   | 18  | 8   | 14  | Ret | 16  | 16    | 10    | 15°  | 40     |
| 2002 |                      |                    | GR   | RC   | SJU I | BB  | RES | OBE | AG  | SAL | SJU II | PAR | BA   | SRA   | PIG | MDP |     |     |       |       |    |    |     |     |     |     |     |     |       |       | 22°  | 9      |
| 2002 | Pro Racing Research  | Honda Civic VI     |      |      | Ex.   | 8   |     |     |     |     |        |     |      |       |     |     |     |     |       |       |    |    |     |     |     |     |     |     |       |       | 22°  | 9      |
| 2004 |                      |                    | GR   | VIE  | SJU   | PAR | SL  | OBE | AG  | CON | RC     | SRA | BB   | BA    | RAF | MDP |     |     |       |       |    |    |     |     |     |     |     |     |       |       | -    | -      |
| 2004 | EF Racing            | Peugeot 307        |      |      |       |     |     |     |     |     |        |     |      | Ret   |     |     |     |     |       |       |    |    |     |     |     |     |     |     |       |       | -    | -      |
| 2005 |                      |                    | BA I | PAR  | VIE   | SJU | OLA | AG  | CUR | OBE | RAF    | SRA | CON  | BA II | SL  | GR  |     |     |       |       |    |    |     |     |     |     |     |     |       |       | 20°  | 19     |
| 2005 | Edival Racing Team   | Chevrolet Astra II |      | 12   | NL    | 15  | 8   | 14† | 4   | Ex. | 13     | 23† | Ret  | 7     | 21† | Ret |     |     |       |       |    |    |     |     |     |     |     |     |       |       | 20°  | 19     |
| 2006 |                      |                    | BA I | OLA  | CR    | VIE | SFE | SJU | SRA | RES | CUR    | SMM | GR   | BA II | OBE | PAR |     |     |       |       |    |    |     |     |     |     |     |     |       |       | 10°  | 53     |
| 2006 | Edival Racing Team   | Chevrolet Astra II | Ret  | 10   | 2     | 7   | 11† | 6   | Ret | 20† | 5      | 12  | 11   | 12†   | 7   | 11  |     |     |       |       |    |    |     |     |     |     |     |     |       |       | 10°  | 53     |
| 2007 |                      |                    | CR   | GR   | BB    | SMM | SJU | SP  | AG  | SFE | SRA    | VIE | BA   | OBE   | SL  | PDE |     |     |       |       |    |    |     |     |     |     |     |     |       |       | 20°  | 10     |
| 2007 | Edival Racing Team   | Chevrolet Astra II | Ret  | 15   | 24†   | 15  | 18† | Ret | 14  | Ret | 12     | Ret | Ret  | 11    | 7   | 9   |     |     |       |       |    |    |     |     |     |     |     |     |       |       | 20°  | 10     |
| 2009 |                      |                    | AG   | GR   | OBE   | SMM | TRH | RES | BA  | CEN | SFE    | SFE | SJU  | SJU   | PDF |     |     |     |       |       |    |    |     |     |     |     |     |     |       |       | -    | -      |
| 2009 | Fiat Pro Racing      | Fiat Linea         |      |      |       |     | 1   |     | 12  |     |        |     |      |       | Ret |     |     |     |       |       |    |    |     |     |     |     |     |     |       |       | -    | -      |
| 2010 |                      |                    | PDE  | SMM  | GR    | AG  | RES | TRH | LR  | SFE | SFE    | CEN | OBE  | BA    | PDF |     |     |     |       |       |    |    |     |     |     |     |     |     |       |       | 5°   | 88     |
| 2010 | Equipo Petrobras     | Honda Civic VIII   | 5    | 15   | 1     | 4   | Ret | 2   | 7   | 8   | 4      | Ret | 4    | Ret   | 8   |     |     |     |       |       |    |    |     |     |     |     |     |     |       |       | 5°   | 88     |
| 2011 |                      |                    | GR   | SFE  | SFE   | SMM | SJU | RES | AG  | TRH | LPL    | TRE | JUN  | PDF   | PAR |     |     |     |       |       |    |    |     |     |     |     |     |     |       |       | 10°  | 105    |
| 2011 | Equipo Petrobras     | Honda Civic VIII   | 5    | 1    | 5     | 7   | 9   | 5   | 10  | 18  | 13     | 20  | 15   | 8     | 11  |     |     |     |       |       |    |    |     |     |     |     |     |     |       |       | 10°  | 105    |

#### Copa Endurance Series
| Año  | Equipo           | Auto             | 1   | 2   | 3   | Res. | Puntos |
| ---- | ---------------- | ---------------- | --- | --- | --- | ---- | ------ |
| 2009 |                  |                  | TRH | BA  | PDF | 2°   | 32     |
| 2009 | Fiat Pro Racing  | Fiat Linea       | 1   | 12  | Ret | 2°   | 32     |
| 2010 |                  |                  | TRH | CEN | BA  | 8°   | 21     |
| 2010 | Equipo Petrobras | Honda Civic VIII | 2   | Ret | Ret | 8°   | 21     |

### Súper TC 2000
| Año  | Equipo                          | Auto              | 1    | 2   | 3   | 4   | 5   | 6    | 7   | 8   | 9   | 10  | 11    | 12  | 13    | 14 | Res. | Puntos |
| ---- | ------------------------------- | ----------------- | ---- | --- | --- | --- | --- | ---- | --- | --- | --- | --- | ----- | --- | ----- | -- | ---- | ------ |
| 2012 |                                 |                   | AG   | BA  | ROS | SJU | GR  | OBE  | RAF | SMM | RC  | SFE | SFE   | SAL | PDF   |    | 9°   | 88     |
| 2012 | Renault Lo Jack Team            | Renault Fluence   | 6    | 5   | 13  | 13  | 14† | 4    | Ret | 8   | 10  | 16  | 11    | 21† | 16    |    | 9°   | 88     |
| 2013 |                                 |                   | BA   | ROS | SJU | TOA | AG  | TRH  | JUN | SFE | GR  | LP  | SMM   | PDF |       |    | 14°  | 68     |
| 2013 | Peugeot Lo Jack Team            | Peugeot 408 I     | Ret  | Ret | 10  | 12  | 4   | 2    | 16  | 11  | 7   | 1R  | 13    | 14  |       |    | 14°  | 68     |
| 2014 |                                 |                   | RAF  | VIE | AG  | ROS | TOA | BA   | RES | SFE | SFE | SJU | TRH   | COD | PDF   |    | -    | -      |
| 2014 | Equipo Chevrolet YPF            | Chevrolet Cruze I |      |     |     |     |     | 2    |     |     |     |     |       |     |       |    | -    | -      |
| 2015 |                                 |                   | JUN  | ROS | OBE | TRH | RAF | SL I | SFE | SFE | TOA | GR  | SMM   | AG  | SL II |    | -    | -      |
| 2015 | Equipo Fiat Petronas            | Fiat Linea        |      |     |     |     |     |      |     |     | Ret |     |       |     |       |    | -    | -      |
| 2017 |                                 |                   | BA I | PDF | SMM | ROS | ROS | TRH  | RAF | OBE | SFE | SFE | BA II | SJU | GR    | AG | -    | -      |
| 2017 | Team Peugeot Total Argentina    | Peugeot 408 I     |      |     |     |     |     |      |     |     |     |     | 16    |     |       |    | -    | -      |
| 2018 |                                 |                   | BA I | ROS | ROS | SMM | PDF | RAF  | SJU | OBE | SFE | SFE | TRH   | SNI | BA II | AG | -    | -      |
| 2018 | Renault Sport                   | Renault Fluence   |      |     |     |     |     |      |     |     |     |     |       |     | 1     |    | -    | -      |
| 2019 |                                 |                   | AG   | GR  | VIL | ROS | PAR | SAL  | SNI | SJU | SMM | SMM | BA    | RC  | CEN   |    | 8°   | 47     |
| 2019 | Toyota Gazoo Racing YPF Infinia | Toyota Corolla XI |      |     |     |     |     |      | 4   | 4   | 4   | 7   | 10    | 7   | 5     |    | 8°   | 47     |